# Steven Parent
Steven Earl Parent (Los Angeles, 12 de fevereiro de 1951 – Los Angeles, 9 de agosto de 1969) foi uma das vítimas da Família Manson, liderada por Charles Manson, nos homicídios conhecidos como Caso Tate-LaBianca, ocorridos em 9 de agosto de 1969 na Califórnia, Estados Unidos, que custaram a vida da atriz Sharon Tate e mais seis pessoas, entre elas Parent.
Com dezoito anos, filho de um supervisor de construções civis e de uma dona de casa, Parent era um jovem amante da música e de aparelhos eletrônicos,  paixão esta que já lhe havia causado alguns problemas com a lei, ao ser pego roubando rádios com o próposito de desmontá-los e aprender como funcionavam. Durante vários curtos períodos , cumpriu pena em instituições de menores por estes furtos; sob custódia, testes de inteligência da polícia indicavam que Parent tinha um nível próximo a de gênio para entender assuntos relacionados à eletrônica.
Em junho de 1969, após graduação no ensino secundário, Parent  passou a trabalhar como entregador e vendedor a fim de conseguir dinheiro para os estudos universitários. Em julho, ele encontrou-se e fez amizade com Wiliam Garrison, outro jovem, que trabalhava como caseiro numa mansão em Cielo Drive, Bel Air, Los Angeles, ocupada por um casal famoso do cinema, o diretor Roman Polanski e a atriz Sharon Tate. Depois de uma carona dada a Garrison, Parent foi convidado para aparecer na mansão quando estivesse pela área.

## O crime
Na noite de 8 de agosto de 1969, Parent dirigiu-se a mansão de Cielo Drive 10050, para levar um novo aparelho eletrônico, um relógio despertador digital, a Garrison, que pretendia vender ao caseiro. Sem conseguir seu intento, entretanto, Parent ficou cerca de meia hora na casa de serviço da mansão com Garrison conversando e bebendo e pouco depois da meia noite, despediu-se e deixou a casa. Ao chegar próximo ao portão da residência dos Polanski no carro de seu pai e parar para ativar o controle de abertura do portão, foi rendido por um homem com uma arma na mão.
Ao pedir que não fosse machucado pelo assaltante, Parent recebeu cinco tiros à queima-roupa, morrendo dentro do carro. Os tiros foram desferidos por 'Tex' Watson, um dos membros do grupo de seguidores de Charles Manson, que em seguida à sua morte invadiria a casa acompanhado de Susan Atkins, Patricia Krenwinkel e Linda Kasabian e cometeria um dos mais famosos crimes da história dos Estados Unidos, o assassinato de Sharon Tate e seus convidados naquela noite.
Steven Parent foi enterrado por familiares e amigos em 13 de agosto, após ser dado como não-identificado por não carregar documentos, escapando do enterro como indigente por ter o corpo reconhecido por um padre amigo de sua família, que esteve no necrotério da cidade em busca de noticias do jovem, desaparecido desde a noite anterior.
Nas décadas subsequentes aos assassinatos, sua irmã compareceu às audiências públicas de pedido de liberdade condicional pelos assassinos, em companhia de demais familiares dos demais mortos, sempre em campanha para a não concessão do benefício. Até hoje, todos os assassinos de Parent e demais vítimas ainda vivos continuam na prisão.